# 星络新妇
星络新妇（学名：Nephila antipodiana）为肖峭科络新妇属的动物。分布于新加坡、印尼、泰国、菲律宾以及中国大陆的海南等地，主要栖息于庭院、荒地和潮湿的红树林。该物种的模式产地在新加坡。